# Agneta Deutz
Agneta Deutz (* 17. Januar 1633 in Amsterdam; † 13. Februar 1692 ebenda) war eine niederländische Stifterin eines Hofjes.

## Leben

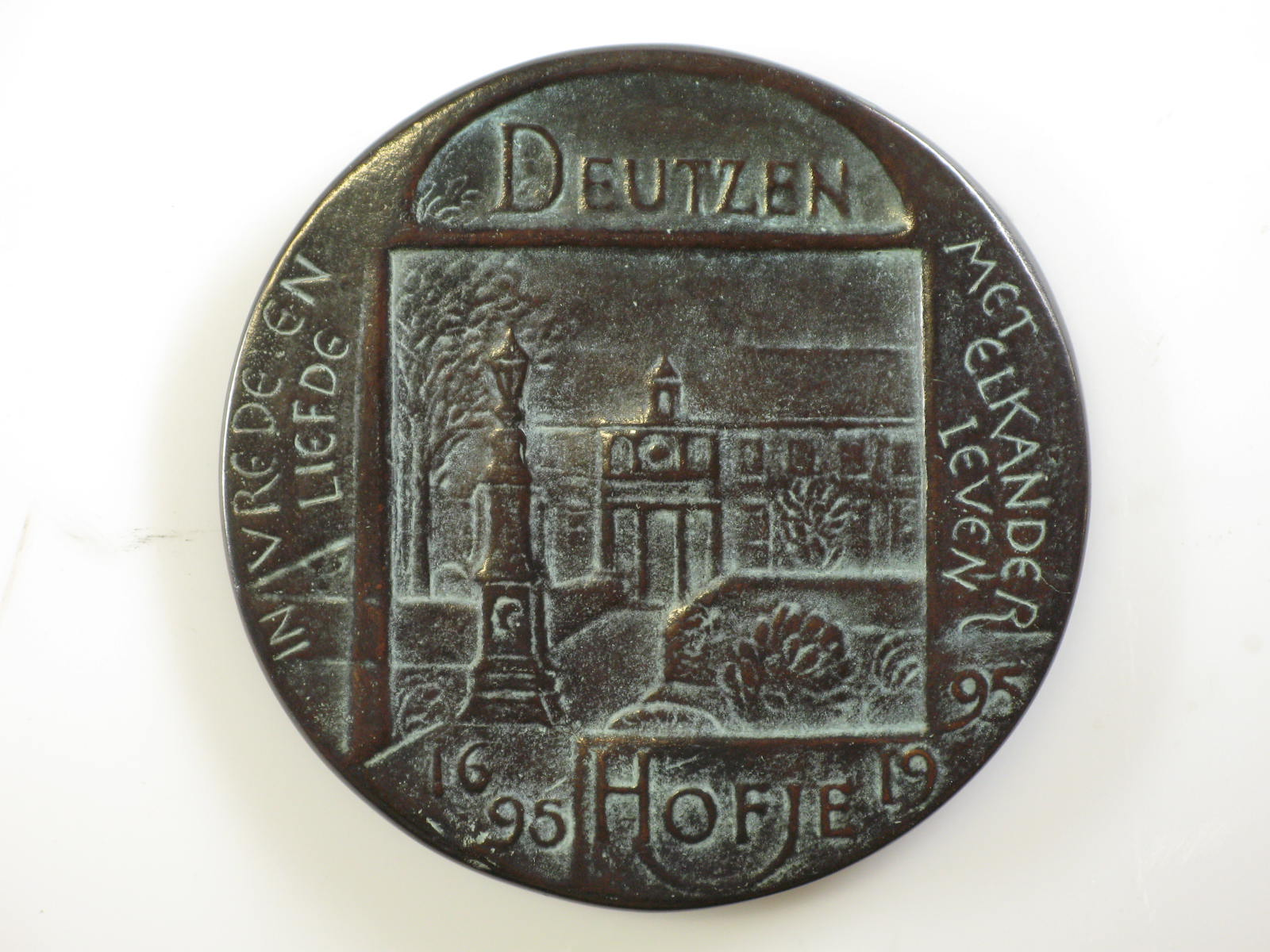
Medallion Deutzen Hofje

Agneta Deutz wurde am 17. Januar 1633 in Amsterdam geboren. Sie war die Tochter des Kaufmanns Jean Deutz (1581–1638) aus Köln und Elisabeth Coymans (1596–1653). Ihr Vater hatte sich 1605 als Händler von ostindischen Waren in Amsterdam niedergelassen und mit Elisabeth Coymans eine Tochter aus einer der reichsten Familien Amsterdams geheiratet. Agneta Deutz war das dreizehnte von vierzehn Kindern dieses angesehenen Kaufmannspaares. Eine Woche vor ihrem achtzehnten Geburtstag heiratete sie den Sohn des Delfter Bürgermeisters Gerard Meerman (1627–1668). Sie hatten vier Kinder: Maria (1651, starb kurz nach der Geburt), Jan (1652–1702), Diderick (1654, starb kurz nach der Geburt) und Françoise (1659–1663). Als ihr Mann 1668 starb, blieb Agneta Deutz mit ihrem Sohn Jan allein in Delft zurück. Im Herbst 1672 reiste Jan als Student nach Leiden.
Im Jahr 1674 heiratete die 41-jährige Agneta Deutz erneut. Diesmal den zehn Jahre älteren Zacharias van Beresteyn, Herr von Hoffdijck und Middelharnis, Bürgermeister von Delft und Junggeselle. Das Paar lebte in einem der größten Häuser in Delft, dem De Gulden Mee-bael. Dieses Haus stand auch auf der Westseite des Oude Delft. Am 26. Dezember 1675 wurde Cornelis Joseph van Beresteyn, ihr erstes und einziges Kind, in der wallonischen Kirche getauft.

## Stiftung
Mit ihrem Sohn Jan hatte sie ab dem Jahr 1677 ein zunehmend schlechtes Verhältnis. Sie warf ihm ein wildes Leben und wütendes Verhalten vor und dass er sich damit von ihr entfremdet hätte. Dennoch unternahm sie einen Versuch der Versöhnung und lud ihn ein. Der Versöhnungsversuch scheiterte jedoch und im Jahr 1678 ließ sie  notariell beurkunden, dass ihr Sohn Jan sie öffentlich verfluchte (unter anderem, dass der Teufel sie an den Haaren in die Hölle ziehen dürfe), dass er auch ihrem neuen Ehemann und seinem Halbbruder den Tod wünschte und dass er sich aller möglichen schlechten Benehmen schuldig gemacht hatte. Agneta Deutz brauchte diese Aussagen, um ihren Sohn enterben zu können. Darüber hinaus widersetzte sie sich seiner geplanten Heirat mit Henriette Marie des Marets, der Tochter eines Delfter Ministers. Agneta Deutz ging vor den Obersten Gerichtshof, doch am 22. Dezember 1679 musste sie sich geschlagen geben. Der Vater der Braut hatte im selben Jahr eine Nichte von Zacharias van Beresteyn geheiratet und war daher der Familie beigetreten. Die Kommissare für Eheangelegenheiten in Delft sahen darin jedoch kein Hindernis und nach den üblichen Proklamationen heirateten Jan Meerman und Henriette des Marets am 7. Januar 1680.
Eine Woche nach der Hochzeit ließ sie ihr Testament bestätigen, in dem sie ihren Sohn Jan enterbte. Agneta Deutz war inzwischen verwitwet und bestimmte ihren jüngsten Sohn Cornelis Joseph van Berestyn als Erben. Es gab jedoch eine Einschränkung, wonach er einen Teil des Erbes für den Bau eines Hofjes in Amsterdam verwenden musste, gemäß den detaillierten Bestimmungen, die seine Mutter zu diesem Zweck erstellt hatte. Sie kehrte 1682 in ihr Elternhaus in Amsterdam zurück. Dieses wurde von den Eltern den Kindern vermacht, mit der Bedingung, dass der älteste ihrer Nachkommen für eine Miete von sechshundert Gulden pro Jahr immer hier wohnen würde. Ihr Bruder Joseph hatte daran kein Interesse und als er 1684 starb, war Agneta Deutz die einzige Überlebende der vierzehn Geschwister. 1689 starb ihr Sohn Cornelis im Alter von dreizehn Jahren und wurde am 24. Februar 1689 neben seinem Vater in der Oude Kerk in Delft beigesetzt. Agneta Deuts blieb im Alter von 56 Jahren allein in ihrem Geburtshaus zurück.

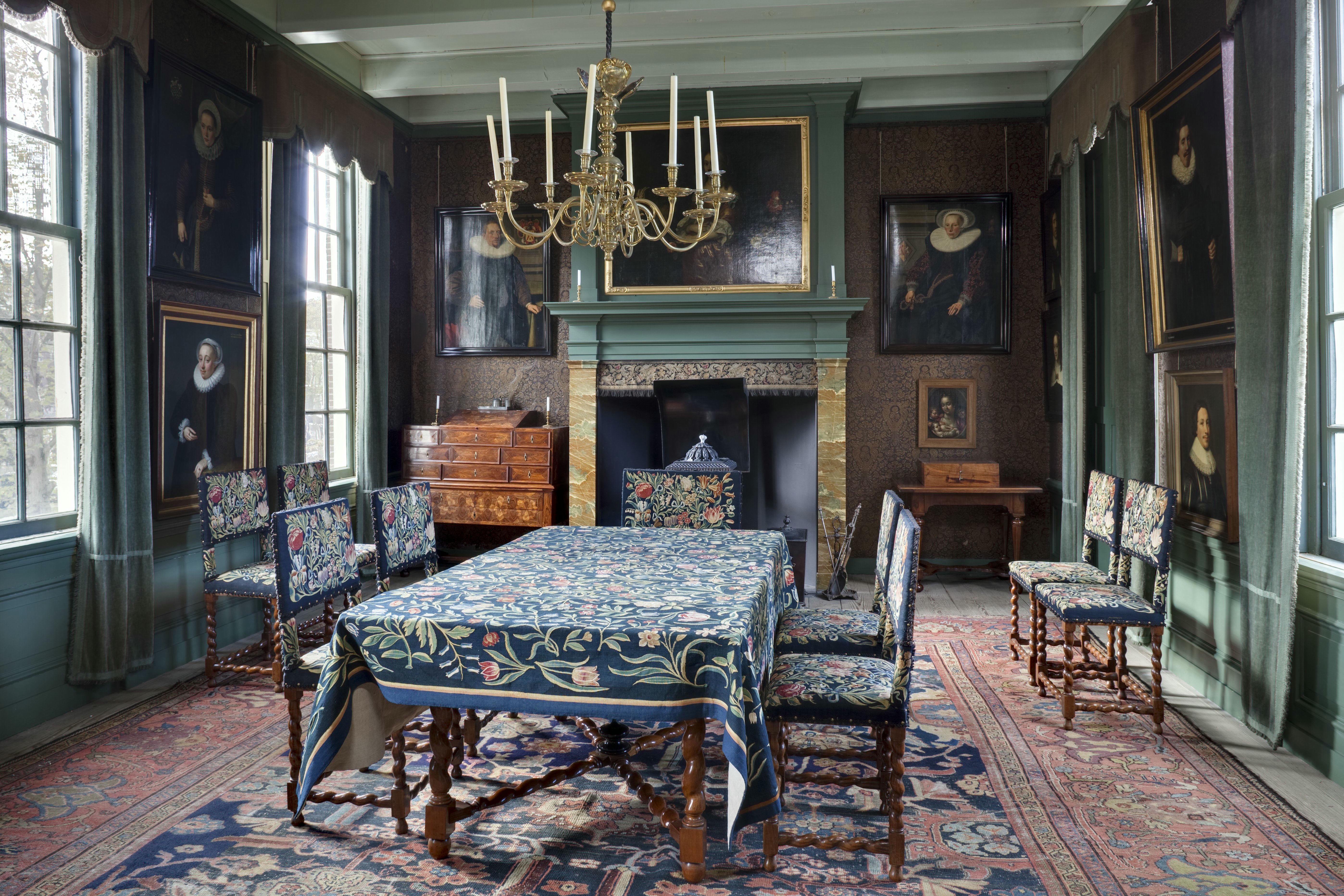
Regentenzimmer

Sie kaufte im Jahr 1691 Bauland zwischen Prinsengracht und Kerkstraat für rund zehntausend Gulden. Sie ließ die Hofordnung in einer Verfügung niederlegen, außerdem gab sie detaillierte Anweisungen für die Gestaltung des Regentenzimmers. Der Hof war für verarmte weibliche Verwandte und für die Bediensteten der Familie bestimmt. Sie mussten reformiert sein, mindestens fünfzig Jahre alt und die Bediensteten mussten mindestens vier Dienstjahre hinter sich haben.
Die Baupläne waren bereits fertig, als Agneta Deutz am 13. Februar 1692 in Amsterdam starb. Am 24. Februar 1692, genau drei Jahre nach Sohn Cornelis, wurde sie in der Oude Kerk in Delft beigesetzt. Sie hinterließ einen Betrag von 340.000 Gulden an nicht steuerpflichtigem Vermögen.

### Der Deutzenhofje

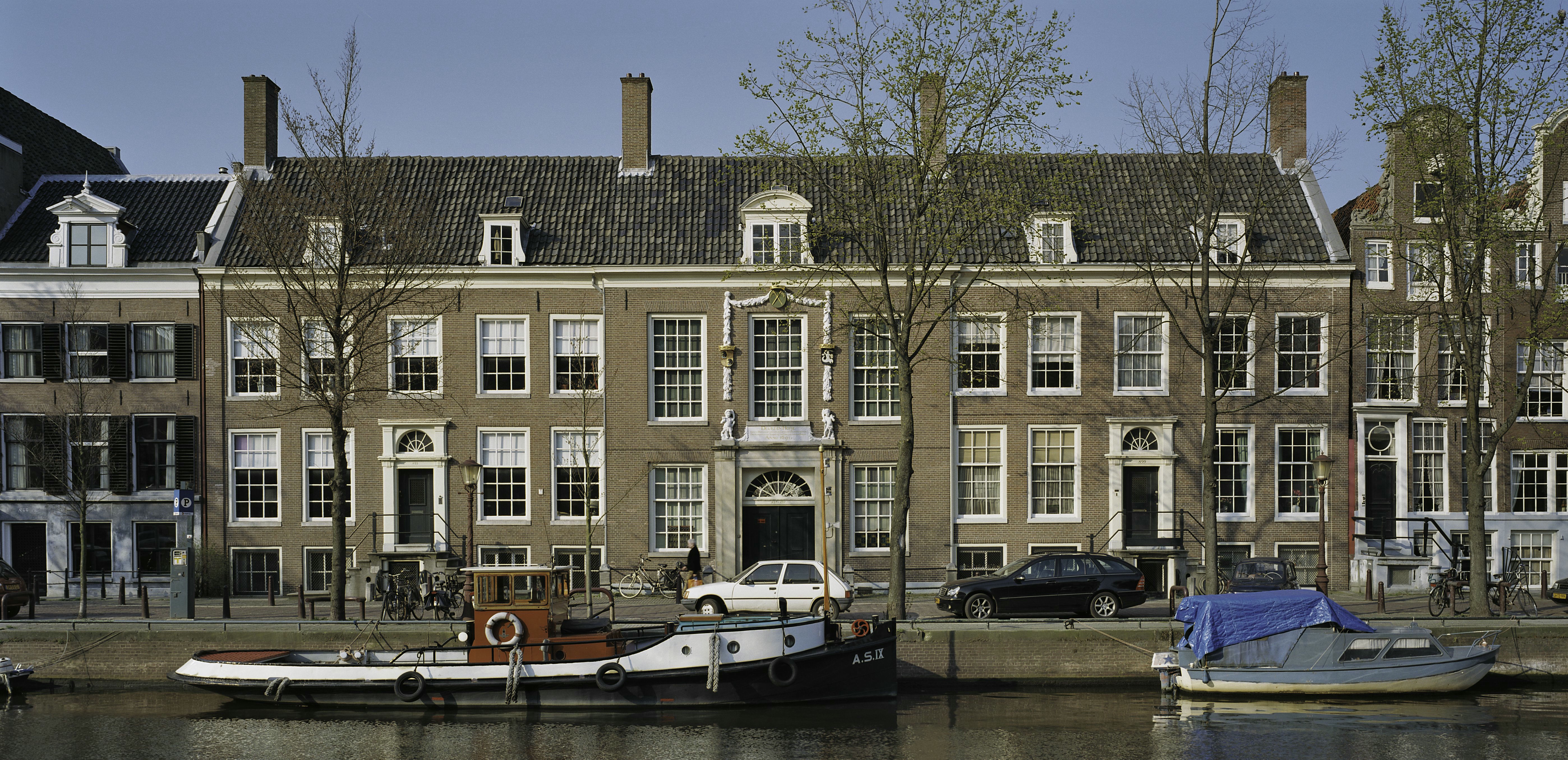
Straßenansicht des Deutzenhofje

Der Bau des Hofjes dauerte mehrere Jahre. Entworfen wurde er von Pieter Adolfse de Zeeuw. Fertiggestellt wurde der Deutzenhofje im Jahr 1695. Über dem Tor wurde folgender Text angebracht:
„Agneta Deutz zeigt hier ihre Liebe und Religion, 

Als Trost für die Armen, als Vorbild für die Reichen 

Anno 1695“
Der Deutzenhofje wurde zu seiner Zeit als der größte und bedeutendste Hofje der Stadt Amsterdam gepriesen. Bis etwa 1960 wurde das Deutzenhofje-Archiv im Hofje aufbewahrt, wo es von der Archivarin und Historikerin Isabella van Eeghen entdeckt wurde. Sie fand nicht nur das Hofje betreffende Papiere, sondern auch eine Vielzahl von Familienerbstücken. Aus den zahlreichen Testamenten, Verfügungen und Familienpapieren konnte Van Eeghen die Geschichte der Beziehung mit Sohn Jan rekonstruieren, die der Gründung des Deutzenhofje vorausging.